# Taboriti
Taborska zveza (češko Táborský svaz) ali taboriti (češko táboriti, latinsko thaboritae) so bili radikalna husitska politična, verska in vojaška stranka, med njihovimi nasprotniki znani kot pikardi,
Četudi je bila večina taboritov kmečkega stanu, so imeli pomembno vlogo v Taborski zvezi. Njihovi zelo radikalni duhovniki so posegali tudi v taborsko politiko. Najpomembnejši taboriti so bili Jan Žižka iz Trocnova, Mikuláš iz Husov, Bohuslav iz Švamberka, Chval Řepický iz Machovic, Jan Roháč iz Dubá in duhovnik Prokop Holý. Glavno središče zveze je bilo mesto Tábor, po katerem so dobili ime. 

## Pregled
Središče taboritov je bilo v češkem mestu Tábor. Husitsko gibanje za versko reformo na Češkem se je razcepilo na različne verske ločine. Poleg taboritov so bili v njem še adamiti, orebiti, sirotci (sirote), utrakvisti in Pražani. Vse ločine se označujejo s kupnim imenom husiti. 
Taboritska teologija je predstavljala odmik od srednjeveške katoliške cerkve. Zavračali so pokvarjenost Cerkve in za edino avtoriteto priznavali Sveto pismo. Taboritski teologi so bili vešči sholastične teologije, vendar so bili med prvimi intelektualci, ki so se osvobodili stoletja starih sholastičnih metod. 

## Zgodovina
Spomladi 1420 je skupini husitov pod vodstvom Petra Hromádke uspelo zavzeti mesto Sezimovo Ústí in bližnji grad Hradiště na Južnem Češkem. Nato so začeli graditi vzorčno husitsko mesto Hradiště hory Tabor – skrajšano Tábor – poimenovano po gori Tabor v Galileji. V mestu so spodbujali socialno in ekonomsko enakost in drug drugega naslavljali z brat in sestra.  V Tábor so se zgrinjali husiti iz vse Češke. Gospodarstvo Tábora je temeljilo na lokalnih rudnikih zlata in lokalnih kmetih. Taboriti so napovedali Kristusovo tisočletje in razglasili, da ne bo več niti služabnikov niti gospodarjev, da bo vse premoženje skupno in da ne bo več davkov.  Obljubljali so, da se bodo ljudje vrnili v stanje neokrnjene nedolžnosti. Nekateri zgodovinarji so našli vzporednice s sodobnimi nacionalističnimi revolucionarnimi gibanji. Murray Bookchin je na primer trdil, da je bil Tábor zgodnji primer anarho-komunizma.
Husiti iz Plzna so prišli v Tábor pod vodstvom Břeňeka Švihovskega in Jana Žižke iz Trocnova. Te husite so 25. marca 1420 napadli katoliški vitezi v bližini Sudoměřa. Husiti so kljub temu uspeli priti do Tábora, ki je bil še vedno v gradnji. Iz svojih vrst so izbrali štiri vojaške poveljnike (hetmane): Jana Žižka iz Troncova, Mikuláša iz Husova, Chvalo Řepickyja iz Machovic in Zbyněka iz Buchova. Pod njihovim vodstvom so izvedli številne napade v Južni Češki in se konec maja 1420 odpravili proti Pragi, ki so jo ogrožale katoliške vojske med prvo protihusitsko križarsko vojno. 
Junija so Tábor neuspešno oblegale čete južnočeškega plemiča Oldřicha II. Rosenberga. Konjenica, ki jo je vodil hetman Mikuláš iz Husova, je razpršila oblegovalce.  
14. julija je prišlo v bližini Prage  do bitke pod hribom Vítkov, v kateri je Jan Žižka uspel preprečiti poskus Ogrske in cesarja Svetega rimskega cesarstva Sigismunda, da bi prevzela oblast nad prestolnico. Križarska vojska je še pred bitko razpadla. Julija so se husiti pogajali o morebitnem bodočem nasledniku češkega prestola. Kot odgovor na Štiri praške člene so taboriti v Pragi objavili svojih dvanajst revolucionarnih členov. Ker Pražani niso izpolnili njihovih zahtev so taboritske čete zapustile mesto. 
Konec avgusta je Jan Žižka sprožil veliko ofenzivo proti Oldřichu iz Rosenberga in zasedel Prachatice, Vodňane in Lomnico. Mladi Oldřich je bil prisiljen skleniti premirje s Táborom, ki je veljalo  do februarja 1421. Za táborskega škofa je bil septembra 1420 izvoljen Mikuláš iz Pelhřimova. Decembra je hetman Nikolaj Hus umrl zaradi padca s konja. Vodja taboritov je postal hetman Jan Žižka iz Trocnova.
Vojski, ki se je zoperstavila  križarski vojski cesarja Sigismunda, je poveljeval Jan Žižka, ki ni bil pristaš ubijanja vseh ujetih nasprotnikovih vojakov. Ujetnikov se je pogosto usmilil. Po neki bitki ga njegova vojska ni ubogala in je pobila veliko ujetnikov. Žižka je vojakom ukazal, naj molijo za odpuščanje, in zatem napisal  znameniti »Žižkov vojaški kodeks«, dokument, ki ga je delno navdihnila svetopisemska Peta Mojzesova knjiga. Žižka je sčasoma zapustil Tábor, ker je skupnost postala preveč radikalna za njegova prepričanja, in prevzel vodstvo zmernejših orebitov v Kraljevem Gradcu. Taboriti in orebiti so pogosto pustili ob strani svoja različna verska prepričanja in vojaško sodelovali. 
Ko je bila po husitskih zmagah zunanja grožnja odstranjena, so se različne husitske frakcije obrnile druga proti drugi. V začetku leta 1421 so bili iz Tábora izgnani adamiti, ki so popolnoma zavračali evharistijo. Pod vodstvom duhovnikov Petra Kániša in Martina Húske so se naselili v gradu Příběnice, kjer so jih uničili. Žižka je njihovo gibanje zatrl, večina sektašev, vključno z obema voditeljema, pa je bila nato po njegovem ukazu sežgana na grmadi zaradi krivoverstva. Med zimsko ofenzivo v zahodni Češki je taboritom uspelo zasesti Chomutov. Uspešen je bil tudi skupni pohod taboritov in pražanov na vzhodno Češko pod poveljstvom Jana Žižke. V husitske roke so padla mesta  Dvur Králové, Polička in Vysoké Mýto. Na prelomu med letoma 1421 in 1422 je prišlo do bitke, v kateri je slepi Jan Žižka uspel premagati vojsko kralja Sigismunda Luksemburškega. Konec aprila je na Češko  prišel litovski veliki vojvoda Vitautas, kjer so ga, predvsem husiti in taboriti, priznali za gospodarja države.  Januarja 1423 je Jan Žižka iz Trocnova zapustil Taborsko zvezo in začel v vzhodni Češki graditi Nový Tábor.
Po smrti Jana Žižke 11. oktobra 1424 sta taboritske sile prevzela Jan Hvězda iz Vícemilic in Bohuslav iz Švamberka. Združene sile taboritov, sirotcev in pražanov so odločilno premagale plačance iz Saške, Turingije, Lužice in Meissena v bitki pri Ustiju 16. junija 1426. Pod vodstvom Prokopa Holýja so združene čete taboritov in sirotcev premagale tudi Albrehta II. v bitki luči. V tretji in četrti husitski križarski vojni so se taboriti, povezani s sirotci in Praško zvezo, umaknili iz bitk pri Tachovu in Domažlicah. Pod vodstvom Prokopa Holýja so se odpravili na pohode v nemške  dele  Svetega rimskega cesarstva, Avstrijo, Zgornjo in Spodnjo Lužico, Šlezijo in Zgornja Ogrsko.
Spomladi 1433 je taborite na koncilu v Baslu zastopal Nikolaj iz Pelhřimova, ki je zagovarjal člen o kaznovanju smrtnih grehov. Poleti 1433 so se taboriti pridružili obleganju katoliškega Plzna. Mesto se je dobro branilo in husitske čete so bile prisiljene opustiti neučinkovito obleganje. Po dvajsetih letih je bila moč taboritov končno  zlomljena v bitki pri Lipanih 30. maja 1434, v kateri so združene katoliške sile odločilno porazile 13.000 od 18.000 taboritov in sirotcev pod vodstvom  Prokopa Holýja. Po porazu so sirotci popolnoma izginili. V bitki so padli številni vodilni taboritski poveljniki, vključno z vodilnim duhovnikom Prokopom Holýjem. 
Po bitki pri Lipanih  je odpor proti kralju Sigismundu in sklepom koncila vodil guverner Jan Roháč iz Dubá. Ko so taboriti izgubili še nekaj svojih gradov in jih je 19. avgusta 1435 v bitki pri Křeču porazil Oldřich iz Rožmberka, je zmerno frakcijo taboritov prevzel  Bedřich iz Strážnic. Jan Roháč in njegovi verniki so se utrdili na svojem gradu Sion, ki je kmalu padel. Zmagovalci so vse preživele branilce obesili na Staromestnem trgu v Pragi. 
25. januarja 1437 je bil Tábor po dogovoru s Sigismundom povišan v kraljevo mesto in dobil mestni grb - cesarskega orla. 8. februarja 1449 so se ostanki Taboritske zveze združili s katoliškim in kališniškim plemstvom iz južne Češke. Nastala je tako imenovana Strakoniška zveza, uperjena proti vedno večji moči Jurija Podjebradskega.  1. septembra 1452 je mesto Tábor nenadoma zasedla vojska deželnega upravitelja Jurija Podjebradskega, s čimer se je končala neodvisna politična oblast Taborske zveze.